# One Waterline Square
One Waterline Square är ett höghus som ligger inom byggnadskomplexet Waterline Square på Manhattan i New York, New York i USA.
Byggnaden uppfördes mellan 2016 och 2019 som en fastighet för bostäder. Den är 130,8 meter hög och har 36 våningar.